# Zdeněk Nehoda
Zdeněk Nehoda (Hulín, 1952. május 9. –) Európa-bajnok cseh labdarúgó.

## Pályafutása
Rendkívüli cselezőkészségéről ismert jobb oldali támadó, csatár volt. Pályafutása legnagyobb részét a Dukla Praha csapatában játszotta, de pályafutása végén külföldön is szerepelt. A csehszlovák válogatottban 90-szer lépett pályára, ezzel az azóta már megszűnt válogatott örökös legtöbbszörös játékosa lett (a második helyen 75-szörös válogatottságával Marián Masný és Ladislav Novák áll). A Dukla játékosaként háromszoros csehszlovák bajnok, a válogatottal Európa-bajnok volt. Játékos pályafutása után sem szakadt el a labdarúgástól, jelenleg játékosügynökként számos cseh labdarúgó menedzselését végzi.

## Sikerei, díjai

### Klubcsapatban
- Csehszlovák bajnok: 1977, 1979, 1982
- Csehszlovák kupagyőztes: 1970, 1981, 1983
- Az év játékosa Csehszlovákiában: 1978, 1979
- Csehszlovák gólkirály: 1971, 1979

### Válogatottban
- Európa-bajnokság
  - aranyérmes: 1976, Jugoszlávia
  - bronzérmes: 1980, Olaszország